# Lake Baghdad
Lake Baghdad ist ein Salzsee auf der Insel Rottnest Island im australischen Bundesstaat Western Australia.

## Geographie

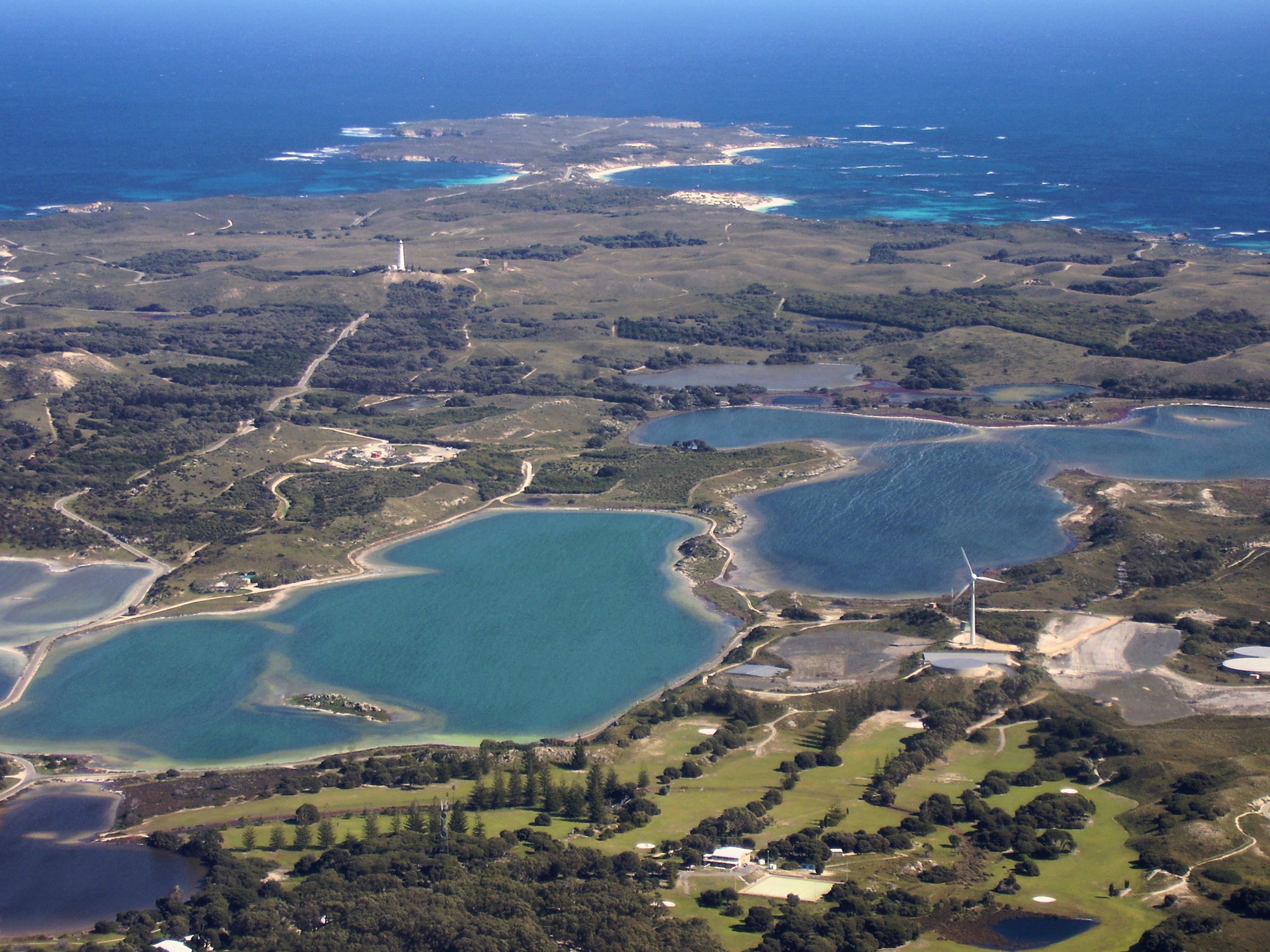
Salzseen auf Rottnest Island mit dem Lake Baghdad am rechten Bildrand

Der See ist rund 1,25 Kilometer lang und 280 Meter breit. Er liegt unweit des Nordufers der Insel, 110 Meter von der Bucht Geordie Bay entfernt. Mit den Nachbarseen Lake Vincent und  Lake Herschel war er früher verbunden. Von letzterem ist er durch einen rund 40 Meter dünnen und 400 Meter langen Landstreifen getrennt. Eine rund 200 Meter lange und nur wenige Meter breite Sandbank trennt  den Lake Vincent ab.
Im Gegensatz zu kleineren Seen wie dem benachbarten Lake Negri etwas südwestlich und dem Pink Lake südlich von Lake Vincent trocknet der Lake Baghdad im Sommer nicht aus.

## Geschichte
1830 wurden die heute getrennten Seen Threefold Lake genannt. Als der Lake Herschel abgetrennt wurde, wurde das Gewässer als Settler's Lakes bezeichnet. Der Name leitet sich von der ersten weißen Siedlern auf Rottnest Island ab, die am Ufer des Sees lebten. Die Herkunft des Namens Lake Baghdad ist unklar.

## Natur
Der See eignet sich gut zur Beobachtung von Vögeln wie dem Schlammstelzer (Cladorhynchus leucocephalus), der Seeschwalbengattung Thalasseus und der Regenpfeifer-Art Charadrius ruficapillus.